# Soňa Pertlová
Soňa Pertlová (24. března 1988, Třinec – 8. května 2011, Třinec) byla česká šachistka. Byla členkou oddílu TJ TŽ Třinec. Několikrát vystoupila v pořadu České televize V šachu.

## Život
V roce 2007 začala studovat v Praze ekonomii. O rok později jí lékaři diagnostikovali vzácnou a nebezpečnou formu rakoviny. Podstoupila operaci, při které byl nádor vyoperován. Znovu rakovinou onemocněla v roce 2010 a již se neuzdravila.

## Atletika
Doma v Třinci se od dětství věnovala také atletice, ke které ji vedla její matka učitelka a atletická trenérka. V roce 2002 se stala žákovskou mistryní ČR v hale v běhu na 60 m překážek. A v roce 2003 žákovskou vicemistryní ČR v běhu na 100 a 200 m překážek.

## Šachy

### Tituly
Titul ženské mistryně FIDE získala v roce 2006, titul ženské mezinárodní mistryně získala v roce 2008.

### Soutěže jednotlivkyň
Zvítězila na Mistrovství České republiky v kategorii dívek do 12 let v roce 2000a do 16 let v letech 2002 a 2004 V roce 2007 vyhrála Mistrovství České republiky žen do 20 let. Na Mistrovství České republiky v šachu žen skončila druhá v roce 2006. Na Mistrovství České republiky v rapid šachu žen skončila třetí v roce 2008. Na Mistrovství České republiky v bleskovém šachu žen skončila druhá v roce 2004.

### Soutěže družstev
Českou republiku reprezentovala na šachové olympiád žen v roce 2008, a na Mistrovství Evropy družstev žen v letech 2005 a 2009.

#### Šachové olympiády žen
V Drážďanech v roce 2008 získala 4 body ze 6 partií
| Rok  | Olympiáda | Místo    | Deska | ELO  | Počet bodů | Odehráno partií | pořadí na šachovnici | pořadí družstvo |
| ---- | --------- | -------- | ----- | ---- | ---------- | --------------- | -------------------- | --------------- |
| 2008 | 38.       | Drážďany | 5.    | 2239 | 4,0        | 6               | x                    | 36.             |

#### Česká šachová extraliga
V sezóně 2008/09 nastoupila celkem ke čtyřem partiím v České šachové extralize.
| Sezona  | Klub             | Elo  | Deska | Počet bodů | Odehráno partií | Procentuální úspěšnost |
| ------- | ---------------- | ---- | ----- | ---------- | --------------- | ---------------------- |
| 2008/09 | TJ TŽ Třinec "B" | 2239 | 7.    | 1,0        | 4               | 25,0 %                 |

#### Československá extraliga družstev žen
Tři partie odehrála v roce 2010 v Československé extralize družstev žen jako cizinec za slovenské družstvo ŠK Budmerice na 1. šachovnici.
| Sezona | Klub         | Elo  | Deska | Počet bodů | Odehráno partií | Umístění týmu |
| ------ | ------------ | ---- | ----- | ---------- | --------------- | ------------- |
| 2010   | ŠK Budmerice | 2201 | 1.    | 1,0        | 3               | 5.            |